# Camino Real de Tierra Adentro
Camino Real de Tierra Adentro, oftast bara kallad El Camino Real (även kallad Chihuahua Trail i sin norra sträckning) var en 2560 kilometer lång transportled som förband Santa Fe, New Mexico med Mexico City från 1598 till slutet av 1800-talet.

## Enda förbindelsen med New Mexico
Innan Mexiko vann sin självständighet 1821 var alla förbindelser mellan New Mexico och omvärlden begränsad till denna led, som användes av oxkärror och packmulor för att transportera guvernörer, soldater, missionärer och kolonister.

## Santa Fe Trail

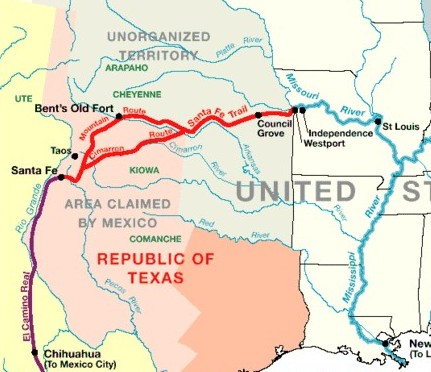
Camino Real och dess förbindelse med Santa Fe Trail.

När Santa Fe Trail hade etablerats fortsatte amerikanska köpmän sina handelsexpeditioner söderut från Santa Fe längs El Camino Real. Denna handelsväg fungerade fram till det att järnvägarna slog igenom i slutet av 1800-talet.

## Jornada del Muerto
Jornada del Muerto var den ungefär 200 km långa del av Chihuahua Trail söder om Santa Fe i New Mexico, som gick igenom en ökenbassäng utan vatten.

## Bilder

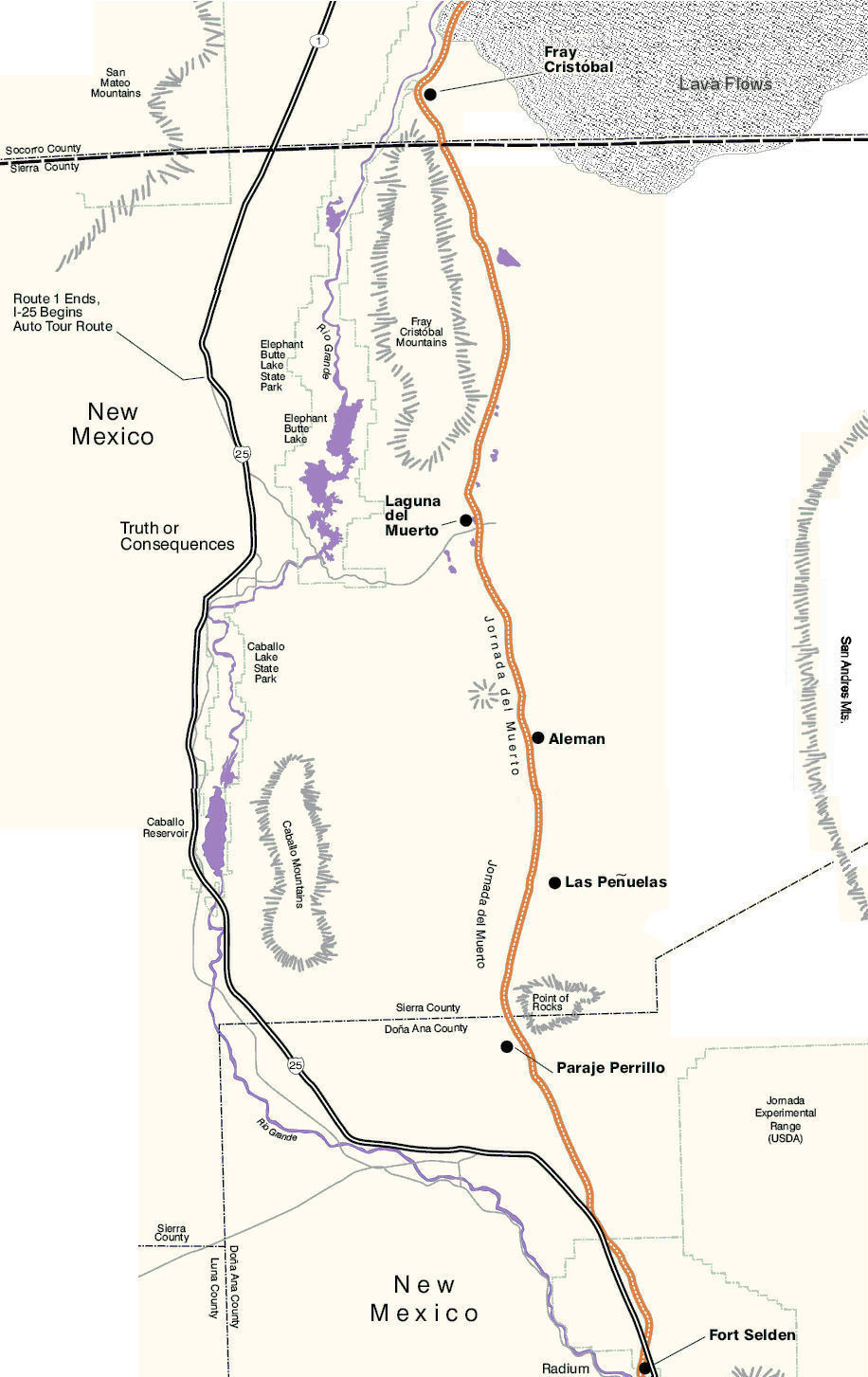
Karta över Jornade del Muerto.
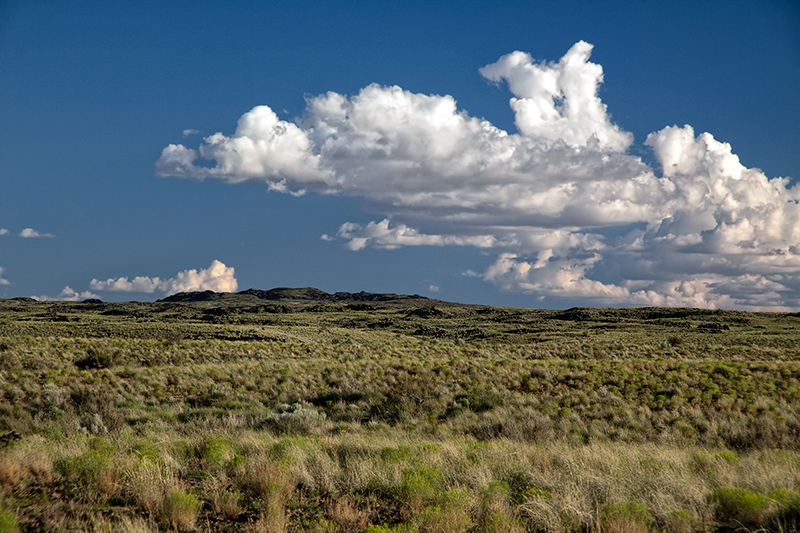
Del av Jornada del Muerto idag.
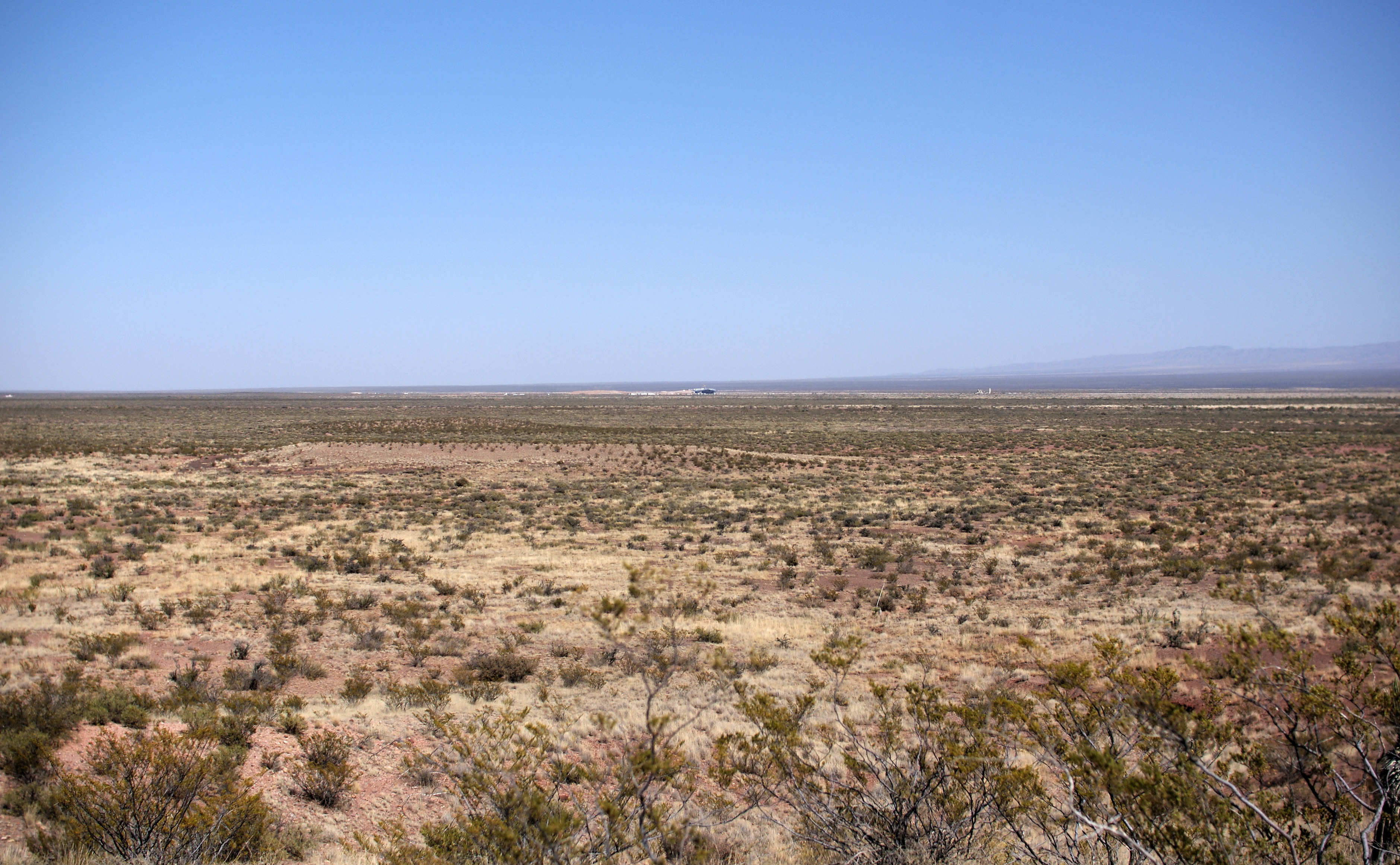
Vy från Jornada del Muerto idag.
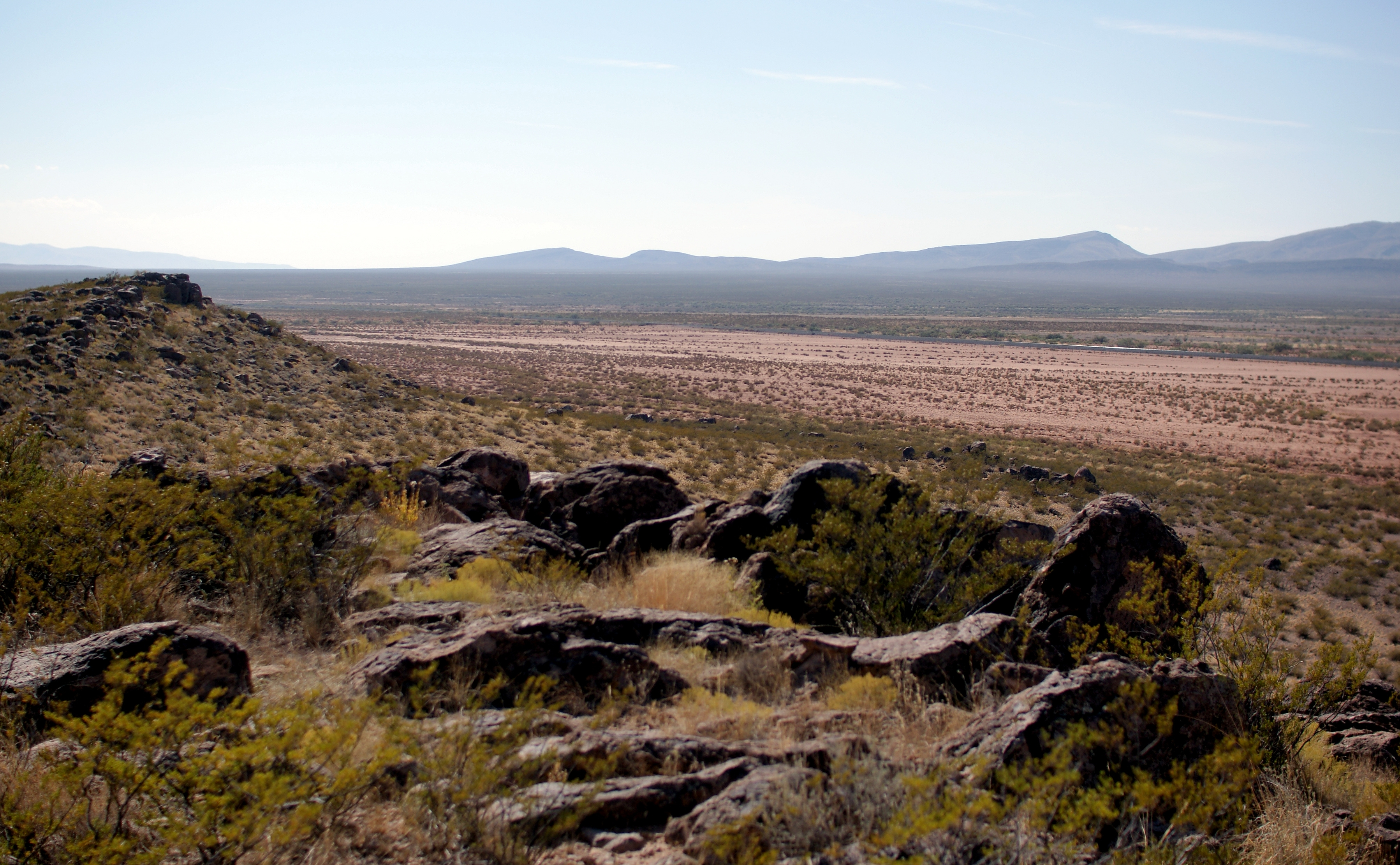
Vy över en del av Camino Reals sträckning.